# ウエス・マディコ
ウエス・マディコ（Wes Madiko、1964年1月15日 - 2021年6月25日）は、カメルーン出身のウエス（Wes）名義でも活動しているミュージシャンである。代表曲は映画『ライオン・キング2』の挿入歌に使用された「ユペンディ」(In Youpendi) や、「アラーヌ」(Alane) である。

## 略歴
ウエスはバントゥー系民族の出身で、カメルーンの小さな村で生まれ育った。祖父は有名なグリオであり、その影響を受けてウエス自身もグリオとなった。1987年にフランスのリールへ移動し、グリオの仕事を続けるかたわら、セネガルのグループと一緒に伝統音楽をする活動をしていた。
1993年に同じリールに住んでいるフランス人ミュージシャンであるミシェル・サンチェーズ（グラミー賞を受賞するなど一定の地位をすでに得ていたフランスの音楽ユニットディープ・フォレストのメンバー）に見出される。サンチェーズはウエスについて次のように語っている。「ヨーロッパに住む多くのアフリカン・アーティストはヨーロッパの音楽に傾向してしまい残念だが、ウエスにはアフリカのルーツが強く残されている。」
1996年、サンチェーズのプロデュースによるアルバム『ウエレンガ』(Welenga) を発表する。その収録曲「アラーヌ」(Alane) が翌年にシングルカットされるとヨーロッパで爆発的に売れ、フランス、オーストリア、オランダ、ベルギーのチャートで1位を記録する。ドイツでは2位を、イギリスでは11位を記録した。このシングルはフランスだけで 141.8万枚売れ、フランスで歴代18番目に多く売れたシングルである。
1998年、FIFAワールドカップのカメルーンの公式テーマ曲「Midiwa Bôl」を発表する。
1999年には、ウエスの曲「ユペンディ（In Youpendi）」が映画『ライオン・キング2 シンバズ・プライド』の挿入歌として使用された。
2006年から、アランソンに移住している。
2021年6月25日、アランソンの病院に入院中、院内感染による感染症に罹り死去した。57歳没。

## ディスコグラフィ

### アルバム
- 『Welenga』 （1998年）
- 『Sinami』 （2000年）
- 『Melowe』 （2010年）

### シングル
- 「Alane」 （1997年）
- 「Awa Awa」（1997年）
- 「Midiwa Bôl」 （1998年）
- 「Doutou」 （1999年）
- 「In Youpendi」 （1999年）
- 「Keli Maye」 （2000年）
- 「Awa Awa (Remix)」 （2001年）
- 「Alane (Remix)」 （2001年）
- 「Sela-Sela」 （2010年）

### 受賞歴
| 賞                                    | 受賞回数 | ノミネート回数 |
| ------------------------------------- | -------- | -------------- |
| グラミー賞                            | 1        | 2              |
| ワールド・ミュージック・アワード      | 3        | 2              |
| MTVヨーロッパ・ミュージック・アワード | 1        | 1              |
| NRJミュージック・アワード             | -        | 2              |